# Uhelná Příbram
Uhelná Příbram település Csehországban, a Havlíčkův Brod-i járásban. Uhelná Příbram Vilémov, Víska, Vepříkov, Nová Ves u Chotěboře, Nejepín, Leškovice, Kraborovice, Borek, Chotěboř és Jeřišno településekkel határos. Lakosainak száma 521 fő (2024. január 1.).

## Népesség
A település lakosságának változását az alábbi diagram mutatja:
| Lakosok száma | 1411 | 1304 | 1200 | 874  | 692  | 519  | 516  | 508  | 500  | 521  |
|               | 1869 | 1890 | 1921 | 1950 | 1980 | 2001 | 2017 | 2019 | 2022 | 2024 |